# Você Não Precisa Entender
Você Não Precisa Entender é o terceiro álbum da banda de rock brasileira Capital Inicial, lançado em 1988. Apesar de sucessos como a canção "Fogo", o cantor Dinho Ouro Preto descreve-o como o pior disco da banda. Segundo Dinho, o grupo estava abusando das drogas - "A gente  cheirava em cima do piano, bebia um litro de uísque por noite"- e despreocupado com a produção, estando ausente da mixagem e da gravação de instrumentos de sopro. O álbum vendeu menos que seus antecessores. Apenas 50 mil cópias foram vendidas. 

## Faixas
1. "Á Portas Fechadas" (Bozo Barretti; Dinho Ouro Preto; Fê Lemos; Flávio Lemos; Loro Jones; Roberto Peixoto)
2. "Blecaute" (Bozo Barretti; Dinho Ouro Preto; Fê Lemos; Flávio Lemos; Loro Jones)
3. "Movimento" (Dinho Ouro Preto; Fê Lemos; Flávio Lemos; Loro Jones)
4. "Pedra Na Mão" (Bozo Barretti; Briquet; Dinho Ouro Preto)
5. "Ficção Científica" (Renato Russo)
6. "Limite" (Bozo Barretti; Dinho Ouro Preto; Fê Lemos)
7. "Rita" (Bozo Barretti; Dinho Ouro Preto; Roberto Peixoto)
8. "Fogo" (Bozo Barretti; Dinho Ouro Preto)
9. "O Céu" (Bozo Barretti; Dinho Ouro Preto; Fê Lemos; Flávio Lemos; Loro Jones)

## Créditos
Créditos adaptados do encarte .
Capital Inicial
- Fê Lemos: bateria e percussão
- Flávio Lemos: baixo
- Bozzo Barretti: teclados, percussão e vocais
- Loro Jones: guitarra, Ebow, violão e vocais
- Dinho Ouro Preto: voz

Músicos convidados
- Paulo Marcio: trompete em "Á Portas Fechadas"
- Jorge Continentino: saxofone alto e saxofone tenor
- Chico Amaral: saxofone tenor, saxofone barítono e saxofone alto em "Ficção Científica"
- Wagner Mayer: trombone
- Marcelo Sussekind: guitarra reverse, guitarra solo em "Fogo" e vocais em "Blecaute" e "Pedra na Mão"
- Marina Lima: vocais em "Rita" e "Limite"

Ficha técnica
- Sopros escritos por: B. Barretti
- Arranjos por: Capital Inicial
- Produzido por: Marcelo Sussekind para Marajazz
- Produção executiva: Dudu
- Técnicos de gravação: Márcio Gama, Jairo Gualberto, Julinho e Luiz Cláudio Coutinho
- Assistentes de gravação: Orlando Loba e Feu Sodré
- Técnicos de mixagem em digital: Márcio Gama, Marcelo Sussekind e Paulo Henrique
- Capa: Flávio Calker e Gringo Cardia
- Fotos: Flávio Calker
- Produção: Mari Steckler